# Jan Heřmánek
Jan Heřmánek (n. 28 mai 1907, Dolní Lhota⁠(d), Boemia Centrală, Cehia – d. 13 mai 1978, Praga, Cehoslovacia) a fost un boxer ce a reprezentat Cehoslovacia, medaliat olimpic. A participat la o ediție a Jocurilor Olimpice (1928) în care a câștigat o medalie de argint.

## Participări
Lista de mai jos prezintă principalele competiții la care a participat Jan Heřmánek de-a lungul carierei.
- boxing at the 1928 Summer Olympics – middleweight[*]